# Operador posició
Operador posició, en mecànica quàntica, és l'operador {\displaystyle {\hat {x}}\,} que correspon a la posició {\displaystyle x\,} observable d'una partícula. El valor propi de l'operador és el vector posició de la partícula.

## Definició
- En una dimensió, el quadrat de mòdul de la funció d'ona, {\displaystyle |\psi |^{2}=\psi ^{*}\psi }, representa l'amplitud de probabilitat de trobar la partícula a la posició {\displaystyle x}. Llavors l'esperança d'una mesura de la posició de la partícula és:[2]

{\displaystyle \langle x\rangle =\int _{-\infty }^{+\infty }x|\psi |^{2}dx=\int _{-\infty }^{+\infty }\psi ^{*}x\psi dx}
a més, com que la probabilitat total és 1 : {\displaystyle \int _{x}|\psi (x)|^{2}dx=1}
- L'operador posició {\displaystyle {\hat {x}}\,} és lineal.
- L'operador posició {\displaystyle {\hat {x}}\,} està definit per {\displaystyle {\hat {x}}\,} = {\displaystyle x}

- L'aplicació de l'operador posició sobre la funció d'ona és : {\displaystyle {\hat {x}}\,\psi (x)=x\psi (x)}, per exemple si la funció d'ona és {\displaystyle \psi (x)=1/(a^{2}+x^{2})} llavors l'operador posició serà {\displaystyle {\displaystyle {\hat {x}}\,}\psi (x)=x/(a^{2}+x^{2})}